# Orgue de chœur de la cathédrale de Clermont-Ferrand
 (octobre 2016).
Si vous disposez d'ouvrages ou d'articles de référence ou si vous connaissez des sites web de qualité traitant du thème abordé ici, merci de compléter l'article en donnant les références utiles à sa vérifiabilité et en les liant à la section « Notes et références ».
L’orgue de chœur de la cathédrale Notre-Dame-de-l'Assomption (Clermont-Ferrand) a été construit en 1887 par un facteur lyonnais, Joseph Merklin, ainsi que le grand-orgue et l'orgue de l'église St-Genès-les-Carmes, également à Clermont-Ferrand.